# Sedum corynephyllum
Sedum corynephyllum är en fetbladsväxtart som beskrevs av Fröderstr.. Sedum corynephyllum ingår i Fetknoppssläktet som ingår i familjen fetbladsväxter. Inga underarter finns listade i Catalogue of Life.